# Orionina
Orionina is een geslacht van kreeftachtigen uit de klasse van de Ostracoda (mosselkreeftjes).

## Soorten
- Orionina armata Poag, 1972 †
- Orionina bermudae (Brady, 1880) Bold, 1957
- Orionina bireticulata Ruggieri, 1984
- Orionina boldi Cronin & Schmidt, 1988
- Orionina bradyi Bold, 1963 †
- Orionina brouwersae Cronin & Schmidt, 1988
- Orionina butlerae Bold, 1965 †
- Orionina ebanksi Teeter, 1975
- Orionina eruga Bold, 1963 †
- Orionina flabellacosta Holden, 1976 †
- Orionina fragilis Bold, 1963 †
- Orionina pseudovaughani Swain, 1967
- Orionina reticulata (Hartmann, 1956) Bold, 1958
- Orionina serrulata (Brady, 1869) Bold, 1963
- Orionina similis Bold, 1963
- Orionina tegminata Doruk, 1974 †
- Orionina territoriae Howe & Mckenzie, 1989
- Orionina tilemsiensis Apostolescu, 1961 †
- Orionina vaughani (Ulrich & Bassler, 1904) Puri, 1954 †
- Orionina wutzushuii Hu & Tao, 2008